# Wailua (řeka)
Wailua je 32 km dlouhá řeka na Kauai, jednom z Havajských ostrovů. Vzniká pod horou Waialeale soutokem severní a jižní zdrojnice, teče východním směrem a u městečka Wailua se vlévá do Tichého oceánu. Na dolním toku se nachází komplex domorodých svatyní heiau, chráněný jako historická památka. Je nejdelší splavnou řekou souostroví, lodě po ní dopravují turisty do vnitrozemí ostrova. Wailua slouží také k vodním sportům, jako je vodní lyžování nebo jízda na kajaku. Významnými atrakcemi jsou vodopády Opaekaa a Wailua Falls i Fern Grotto: jeskyně v lávovém kameni, jejíž vchod je zastřený splývajícími kapradinami a původní obyvatelé ji využívali ke svatebním obřadům. Krajina v povodí řeky je také populární filmařskou lokací, natáčel se zde např. Jurský park.